# П'єр-Юг Ербер
П'єр-Юг Ербер (фр. Pierre-Hugues Herbert) —  французький тенісист, чемпіон Вімблдону, Відкритого чемпіонату США , Вікритого чемпіонату Франції та Відкритого чемпіонату Австралії в парному розряді, володар Кубка Девіса. 
Найбільших успіхів Ербер добивався в парній грі, де його постійним партнером був Ніколя Маю. Пара Ербер / Маю вигравала всі турніри Великого шолома, тож здійснила великий шолом за кар'єру. Разом з Маю він грає за Францію в Кубку Девіса. В переможному для французів кубку 2017 року, пара французька пара виграла всі свої матчі. У фіналі Маю грав разом із Рішаром Гаске. 
Ербер представляв Францію на Олімпіаді 2016 року, що проходила в Ріо-де-Жанейро, в парному й змішаному парному турнірах з Ніколя Маю та Крістіною Младенович, відповідно. Обидві пари вибули вже в першому колі змагань.

## Значні фінали

### Фінали турнірів Великого шолома

#### Парний розряд: 5 (4 - 1 )
| Результат | Рік  | Турнір          | Поверхня | Партнер    | Супротивики                       | Рахунок            |
| --------- | ---- | --------------- | -------- | ---------- | --------------------------------- | ------------------ |
| Поразка   | 2015 | Australian Open | Хард     | Ніколя Маю | Сімоне Болеллі Фабіо Фоніні       | 4–6, 4–6           |
| Перемога  | 2015 | US Open         | Хард     | Ніколя Маю | Джеймі Маррей Джон Пірс           | 6–4, 6–4           |
| Перемога  | 2016 | Wimbledon       | Трава    | Ніколя Маю | Жульєн Беннето Едуар Роже-Васслен | 6–4, 7–6(7–1), 6–3 |
| Перемога  | 2018 | French Open     | Ґрунт    | Ніколя Маю | Олівер Марах Мате Павич           | 6–2, 7–6(7–4)      |
| Перемога  | 2019 | Australian Open | Хард     | Ніколя Маю | Генрі Контінен Джон Пірс          | 6–4, 7–6(7–1)      |

### Фінали Мастерс 1000

#### Парний розряд: 7 (6 - 1 )
| Результат | Рік  | Турнір       | Поверхня    | Партнер    | Супротивники                  | Рахунок          |
| --------- | ---- | ------------ | ----------- | ---------- | ----------------------------- | ---------------- |
| Перемога  | 2016 | Індіан-Веллз | Хард        | Ніколя Маю | Вашек Поспішил Джек Сок       | 6–3, 7–6(7–5)    |
| Перемога  | 2016 | Маямі        | Хард        | Ніколя Маю | Равен Класен Ражів Рам        | 5–7, 6–1, [10–7] |
| Перемога  | 2016 | Монте-Карло  | Ґрунт       | Ніколя Маю | Джеймі Маррей Бруно Соарес    | 4–6, 6–0, [10–6] |
| Поразка   | 2016 | Париж        | Хард (зала) | Ніколя Маю | Генрі Контінен Джон Пірс      | 4–6, 6–3, [6–10] |
| Перемога  | 2017 | Рим          | Ґрунт       | Ніколя Маю | Іван Додіг Марсель Гранольєрс | 4–6, 6–4, [10–3] |
| Перемога  | 2017 | Монреаль     | Хард        | Ніколя Маю | Роган Бопанна Іван Додіг      | 6–4, 3–6, [10–6] |
| Перемога  | 2017 | Цинциннаті   | Хард        | Ніколя Маю | Джеймі Маррі Бруно Соарес     | 7–6(8–6), 6–4    |

## Фінали турнірів ATP

### Одиночний розряд: 4 (4 поразки)
| Легенда                      |
| ---------------------------- |
| Турніри Великого шлему (0–0) |
| Фінал ATP (0–0)              |
| Тур ATP Мастерс 1000 (0–0)   |
| Тур ATP 500 (0–0)            |
| Тур ATP 250 (0–4)            |

| Фінали за покриттям |
| ------------------- |
| Тверде (0–4)        |
| Ґрунт (0–0)         |
| Трава (0–0)         |

| Фінали за умовами |
| ----------------- |
| Під небом (0–2)   |
| У залі (0–2)      |

| Результат | В-П | Дата     | Турнір                      | Tier    | Покриття   | Опонент           | Рахунок            |
| --------- | --- | -------- | --------------------------- | ------- | ---------- | ----------------- | ------------------ |
| Поразка   | 0–1 | Сер 2015 | Winston-Salem Open, США     | ATP 250 | Тверде     | Кевін Андерсон    | 4–6, 5–7           |
| Поразка   | 0–2 | Вер 2018 | Shenzhen Open, КНР          | ATP 250 | Тверде     | Йосіхіто Нісіока  | 5–7, 6–2, 4–6      |
| Поразка   | 0–3 | Лют 2019 | Open Sud de France, Франція | ATP 250 | Тверде (i) | Жо-Вілфрід Тсонга | 4–6, 2–6           |
| Поразка   | 0–4 | Бер 2021 | Open 13, Франція            | ATP 250 | Тверде (i) | Данило Медведєв   | 4–6, 7–6(7–4), 4–6 |

### Парний розряд: 34 (24 титули, 10 поразок)
| Легенда                |
| ---------------------- |
| Grand Slam (5–1)       |
| ATP Фінали (2–1)       |
| ATP Masters 1000 (7–2) |
| ATP 500 (6–0)          |
| ATP 250 (4–6)          |

| Фінали за покриттям |
| ------------------- |
| Тверде (16–8)       |
| Ґрунт (4–1)         |
| Трава (4–1)         |

| Фінали за умовами |
| ----------------- |
| Під небом (16–4)  |
| У залі (8–6)      |

| Результат | В-П   | Дата     | Турнір                                            | Tier         | Покриття   | Партнер          | Опоненти                            | Рахунок                |
| --------- | ----- | -------- | ------------------------------------------------- | ------------ | ---------- | ---------------- | ----------------------------------- | ---------------------- |
| Перемога  | 1–0   | Жов 2014 | Japan Open, Японія                                | ATP 500      | Тверде     | Міхал Пшисєнжний | Іван Додіг Марсело Мело             | 6–3, 6–7(3–7), [10–5]  |
| Поразка   | 1–1   | Січ 2015 | Відкритий чемпіонат Австралії з тенісу, Австралія | Grand Slam   | Тверде     | Ніколя Маю       | Сімоне Болеллі Фабіо Фоніні         | 4–6, 4–6               |
| Поразка   | 1–2   | Чер 2015 | Rosmalen Grass Court Championships, Нідерланди    | ATP 250      | Трава      | Ніколя Маю       | Іво Карлович Лукаш Кубот            | 2–6, 6–7(9–11)         |
| Перемога  | 2–2   | Чер 2015 | Queen's Club Championships, Велика Британія       | ATP 500      | Трава      | Ніколя Маю       | Марцин Матковський Ненад Зімоньїч   | 6–2, 6–2               |
| Перемога  | 3–2   | Вер 2015 | Відкритий чемпіонат США з тенісу, США             | Grand Slam   | Тверде     | Ніколя Маю       | Джеймі Маррей Джон Пірс (тенісист)  | 6–4, 6–4               |
| Поразка   | 3–3   | Вер 2015 | Moselle Open, Франція                             | ATP 250      | Тверде (i) | Ніколя Маю       | Лукаш Кубот Едуар Роже-Васслен      | 6–2, 3–6, [7–10]       |
| Перемога  | 4–3   | Бер 2016 | Indian Wells Open, США                            | Masters 1000 | Тверде     | Ніколя Маю       | Вашек Поспішил Джек Сок             | 6–3, 7–6(7–5)          |
| Перемога  | 5–3   | Кві 2016 | Відкритий чемпіонат Маямі з тенісу, США           | Masters 1000 | Тверде     | Ніколя Маю       | Равен Класен Ражів Рам              | 5–7, 6–1, [10–7]       |
| Перемога  | 6–3   | Кві 2016 | Мастерс Монте-Карло, Монако                       | Masters 1000 | Ґрунт      | Ніколя Маю       | Джеймі Маррі Бруно Соарес           | 4–6, 6–0, [10–6]       |
| Перемога  | 7–3   | Чер 2016 | Queen's Club Championships, Велика Британія (2)   | ATP 500      | Трава      | Ніколя Маю       | Кріс Гуччоне Андре Са               | 6–3, 7–6(7–5)          |
| Перемога  | 8–3   | Лип 2016 | Вімблдонський турнір, Велика Британія             | Grand Slam   | Трава      | Ніколя Маю       | Жульєн Беннето Едуар Роже-Васселен  | 6–4, 7–6(7–1), 6–3     |
| Поразка   | 8–4   | Жов 2016 | European Open, Бельгія                            | ATP 250      | Тверде (i) | Ніколя Маю       | Деніел Нестор Едуар Роже-Васселен   | 4–6, 4–6               |
| Поразка   | 8–5   | Лис 2016 | Мастерс Париж, Франція                            | Masters 1000 | Тверде (i) | Ніколя Маю       | Генрі Контінен Джон Пірс (тенісист) | 4–6, 6–3, [6–10]       |
| Перемога  | 9–5   | Тра 2017 | Мастерс Рим, Італія                               | Masters 1000 | Ґрунт      | Ніколя Маю       | Іван Додіг Марсель Гранольєрс       | 4–6, 6–4, [10–3]       |
| Перемога  | 10–5  | Сер 2017 | Мастерс Канада, Канада                            | Masters 1000 | Тверде     | Ніколя Маю       | Роган Бопанна Іван Додіг            | 6–4, 3–6, [10–6]       |
| Перемога  | 11–5  | Сер 2017 | Мастерс Цинциннаті, США                           | Masters 1000 | Тверде     | Ніколя Маю       | Джеймі Маррі Бруно Соарес           | 7–6(8–6), 6–4          |
| Поразка   | 11–6  | Січ 2018 | Maharashtra Open, Індія                           | ATP 250      | Тверде     | Жиль Сімон       | Робін Гаасе Матве Мідделкоп         | 6–7(5–7), 6–7(5–7)     |
| Перемога  | 12–6  | Лют 2018 | Rotterdam Open, Нідерланди                        | ATP 500      | Тверде (i) | Ніколя Маю       | Олівер Марах Мате Павич             | 2–6, 6–2, [10–7]       |
| Перемога  | 13–6  | Чер 2018 | Відкритий чемпіонат Франції з тенісу, Франція     | Grand Slam   | Ґрунт      | Ніколя Маю       | Олівер Марах Мате Павич             | 6–2, 7–6(7–4)          |
| Поразка   | 13–7  | Лис 2018 | Фінал ATP, Велика Британія                        | Tour Фінали  | Тверде (i) | Ніколя Маю       | Майк Браян Джек Сок                 | 7–5, 1–6, [11–13]      |
| Перемога  | 14–7  | Січ 2019 | Qatar ExxonMobil Open, Катар                      | ATP 250      | Тверде     | Давід Ґоффен     | Робін Гаасе Матве Мідделкоп         | 5–7, 6–4, [10–4]       |
| Перемога  | 15–7  | Січ 2019 | Australian Open, Австралія                        | Grand Slam   | Тверде     | Ніколя Маю       | Генрі Контінен Джон Пірс (тенісист) | 6–4, 7–6(7–1)          |
| Перемога  | 16–7  | Лис 2019 | Paris Masters, Франція                            | Masters 1000 | Тверде (i) | Ніколя Маю       | Карен Хачанов Андрій Рубльов        | 6–4, 6–1               |
| Перемога  | 17–7  | Лис 2019 | ATP Фінали, Велика Британія                       | Tour Фінали  | Тверде (i) | Ніколя Маю       | Равен Класен Майкл Вінус            | 6–3, 6–4               |
| Перемога  | 18–7  | Лют 2020 | Rotterdam Open, Нідерланди (2)                    | ATP 500      | Тверде (i) | Ніколя Маю       | Генрі Контінен Ян-Леннард Штруфф    | 7–6(7–5), 4–6, [10–7]  |
| Перемога  | 19–7  | Жов 2020 | Cologne Indoors, Німеччина                        | ATP 250      | Тверде (i) | Ніколя Маю       | Лукаш Кубот Марсело Мело            | 6–4, 6–4               |
| Поразка   | 19–8  | Тра 2021 | ATP Lyon Open, Франція                            | ATP 250      | Ґрунт      | Ніколя Маю       | Юго Нис Тім Пюц                     | 4–6, 7–5, [8–10]       |
| Перемога  | 20–8  | Чер 2021 | French Open, Франція (2)                          | Grand Slam   | Ґрунт      | Ніколя Маю       | Олександр Бублик Андрій Голубєв     | 4–6, 7–6(7–1), 6–4     |
| Перемога  | 21–8  | Чер 2021 | Queen's Club Championships, Велика Британія (3)   | ATP 500      | Трава      | Ніколя Маю       | Рейллі Опелка Джон Пірс (тенісист)  | 6–4, 7–5               |
| Поразка   | 21–9  | Лис 2021 | Paris Masters, Франція                            | Masters 1000 | Тверде (i) | Ніколя Маю       | Тім Пютц Michael Venus              | 3–6, 7–6(7–4), [9–11]  |
| Перемога  | 22–9  | Лис 2021 | ATP Фінали, Італія (2)                            | Tour Фінали  | Тверде (i) | Ніколя Маю       | Ражів Рам Джо Солсбері              | 6–4, 7–6(7–0)          |
| Перемога  | 23–9  | Лют 2022 | Open Sud de France, Франція                       | ATP 250      | Тверде (i) | Ніколя Маю       | Ллойд Ґласспул Гаррі Геліоваара     | 4–6, 7–6(7–3), [12–10] |
| Поразка   | 23–10 | Лис 2024 | Moselle Open, Франція                             | ATP 250      | Тверде (i) | Альбано Оліветті | Сандер Арендс Люк Джонсон           | 4–6, 6–3, [3–10]       |
| Перемога  | 24–10 | Лют 2025 | Open 13, Франція                                  | ATP 250      | Тверде (i) | Бенжамен Бонзі   | Сандер Жіє Ян Зелінський            | 6–3, 6–4               |

## Зовнішні посилання
- Досьє на сайті ATP

## Виноски
1. 1 2  Association of Tennis Professionals website

| Тенісист | Це незавершена стаття про тенісиста чи тенісистку. Ви можете допомогти проєкту, виправивши або дописавши її. |